# 郗璿
郗璿（？—？），字子房，高平郡金鄉縣人，太尉、侍中、南昌文成公郗鑒的長女，郗愔、郗曇的姐姐，王羲之的夫人。

## 东床快婿
郗鉴在建康时听说琅邪王氏的子侄都很英俊，就派门生送信给王导，想在琅邪王氏家族中挑选女婿，王导对送信的门生说：“您去我家的东厢房，随便选择。”门生回去后对郗鉴说：“王家的年轻人都很值得称赞，他们听说来选女婿，都仔细打扮了一番，竭力保持庄重，只有一个青年在东边的床上露出肚皮吃胡饼，唯独他神色自若，好像漠不关心似的。”郗鉴说：“这人真是好女婿！”郗鉴打听这个青年是谁，原来是王羲之，随后就把女儿郗璿嫁给了他。
刘茂辰考证此事发生在太宁元年（323年）十一月至太宁二年（324年）六月之间，王汝涛考证此事发生在太宁元年（323年）至太宁二年（324年）之间。

## 训弟
郗璿对她的两个弟弟郗愔、郗昙说：“王家见谢安、谢万二人来了，翻箱倒柜，盛情招待；见到你们来了，平平淡淡。你们以后不要再来了。”

## 高寿
郗璿活到了九十岁，上书皇帝感谢朝廷的鞠养，王羲之的堂侄孙王惠 有一次去看望郗璿，问道：“您的眼睛、耳朵没觉得坏了吧？”郗璿答道：“头发白了，牙齿掉了，这属于身体的事；至于眼睛耳朵，和精神相关，哪能那么快就和人分开呢？”
刘茂辰认为郗璿九十岁时大约在太元末年，此时王羲之去世，但王凝之、王操之都还在世。余嘉锡则考证郗璿九十岁时大概是在隆安三年（399年）或隆安四年（400年），她的儿子此时已全部去世，朝廷怜悯王凝之因为孙恩之事而死，故赐予郗璿鞠养。

## 墓志争议
2006年2月8日，《绍兴晚报》报道郗璿墓碑重见天日，由张笑荣所收藏。王汝涛从碑形、碑文名称和碑文内容方面考证此碑文存在大量错误。王福权同意王汝涛的意见，他推断此郗璿墓识不是东晋人所刻，而是隋朝时立的标志。

## 子女
王羲之七子一女均为郗璿所生
- 长子王玄之
- 次子王凝之
- 三子王涣之
- 四子王肃之
- 五子王徽之
- 六子王操之
- 七子王献之
- 长女王孟姜